# 雀鳥管制組
雀鳥管制組（英語：Bird Control Unit）於1998年5月成立，隸屬於香港機場管理局，其主要責任為在香港國際機場禁區範圍內觀察在飛行區內的雀鳥活動、當發現雀鳥有可能影響航空安全時，知會民航處航空交通管理部轉達機師、驅趕（視乎情況緩急輕重，通常先以警報器、閃燈以至射擊空槍等方法驅趕，最後手段為射擊實彈）飛行區內的雀鳥、調查及統計鳥擊的事件，並且監察環境，確保飛行區不會吸引雀鳥聚集而影響飛機升降。

## 組織
雀鳥管制組人員都經過特別訓練，並且獲得警察牌照課發出槍牌，准許許其在香港國際機場禁區範圍內使用散彈槍驅趕雀鳥。

## 歷史
香港機場管理局在新香港國際機場處於興建階段的時候，就關注雀鳥影響航道的問題，遂於1994年聘請顧問公司研究位於赤臘角的雀鳥生態及提交減少雀鳥影響航道的可能性，並且接納顧問公司的建議，於1998年5月成立雀鳥管制組。

## 裝備
- 小型驅鳥系統：至少3臺，每臺價值14萬港元，內置過百種聲音（包括響鬧、模擬雀鳥被襲擊的聲音，而雀鳥的聲音都是依照香港常見的種類，例如麻鷹等。），每隔數分鐘就發出，可以嚇走近20種在香港常見的雀鳥，有效範圍達760平方米。
- 超聲波驅鳥器：至少9臺，每臺價值5千港元，以超高頻聲音防止燕子築巢，有效範圍達50平方米。
- 警報器
- 閃燈
- 雷明登870泵動式霰彈槍：裝填空包彈和驅鳥彈[3]